# Гріхопадіння та вигнання з Раю (Мікеланджело)
«Гріхопадіння та вигнання з Раю» (італ. Peccato originale e cacciata dal Paradiso terrestre) — фреска Мікеланджело Буонарроті на стелі Сікстинської капели (Ватикан), створена ним близько 1510 року. Це — сцена із «Книги Буття» (Бут. 3:1-13, 22-24).

## Опис
Фреска зображує сцену гріхопадіння людей, а також вигнання їх із Раю. Сцена умовно розділена на дві половини деревом пізнання добра і зла. Ліворуч зображено сцену перворідного гріха, у якій спокусливий змій (зображений як жінка із хвостом), простягає Єві заборонений плід, а Адам тягнеться, щоб взяти і собі. Ця половина зображує Рай — дерево, листя, зелена трава, живописне каміння. Вигнання — праворуч. Пейзаж стає пустельним. Ангел мечем відганяє Єву та Адама від дерева, від Раю.

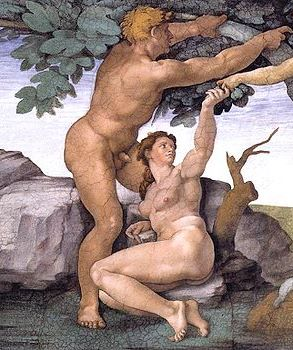
Гріхопадіння (фрагмент)
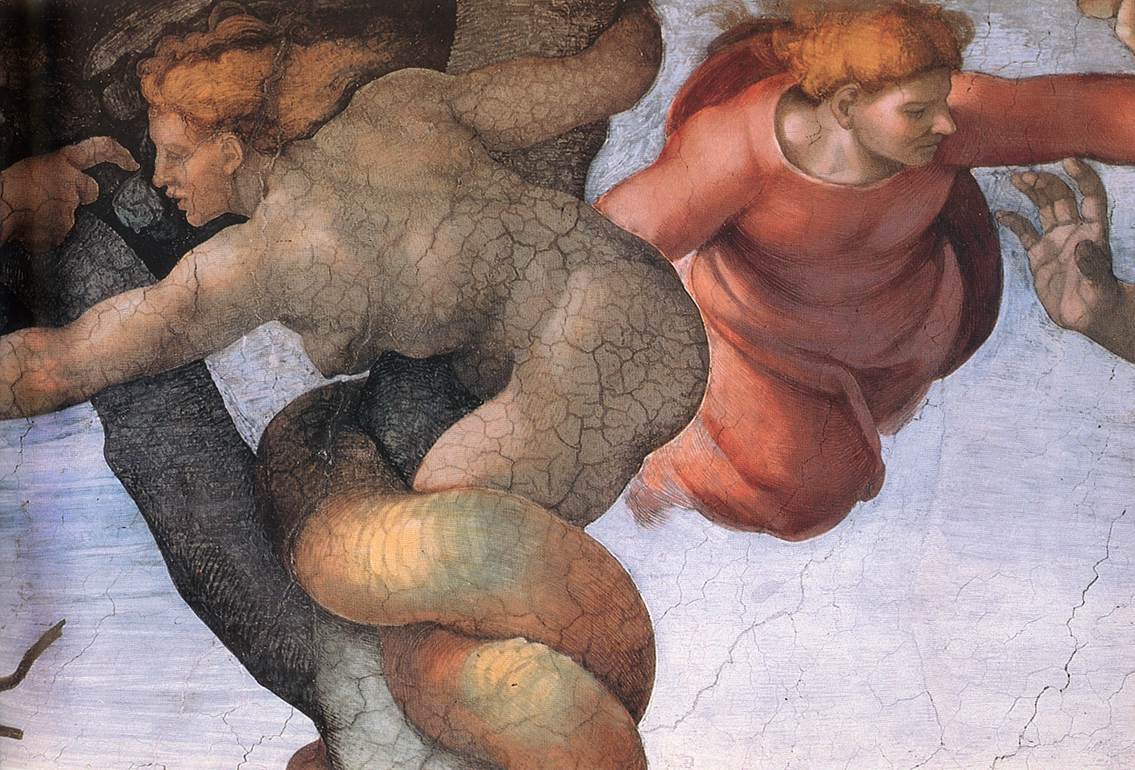
Змій та ангел (фрагмент)
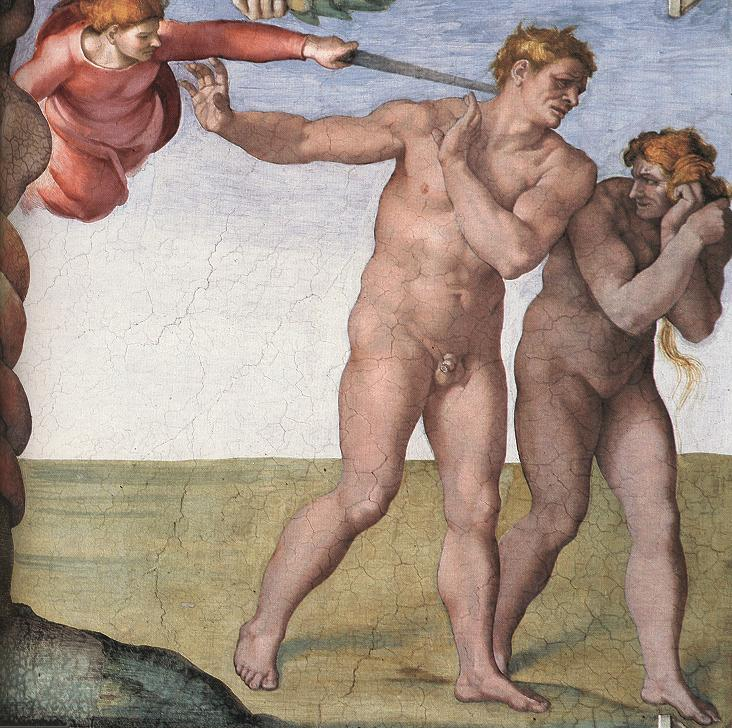
Вигнання (фрагмент)

У Раю Адам і Єва зображені молодими та спортивними, після вигнання — їхні тіла стали старшими та м'якими.

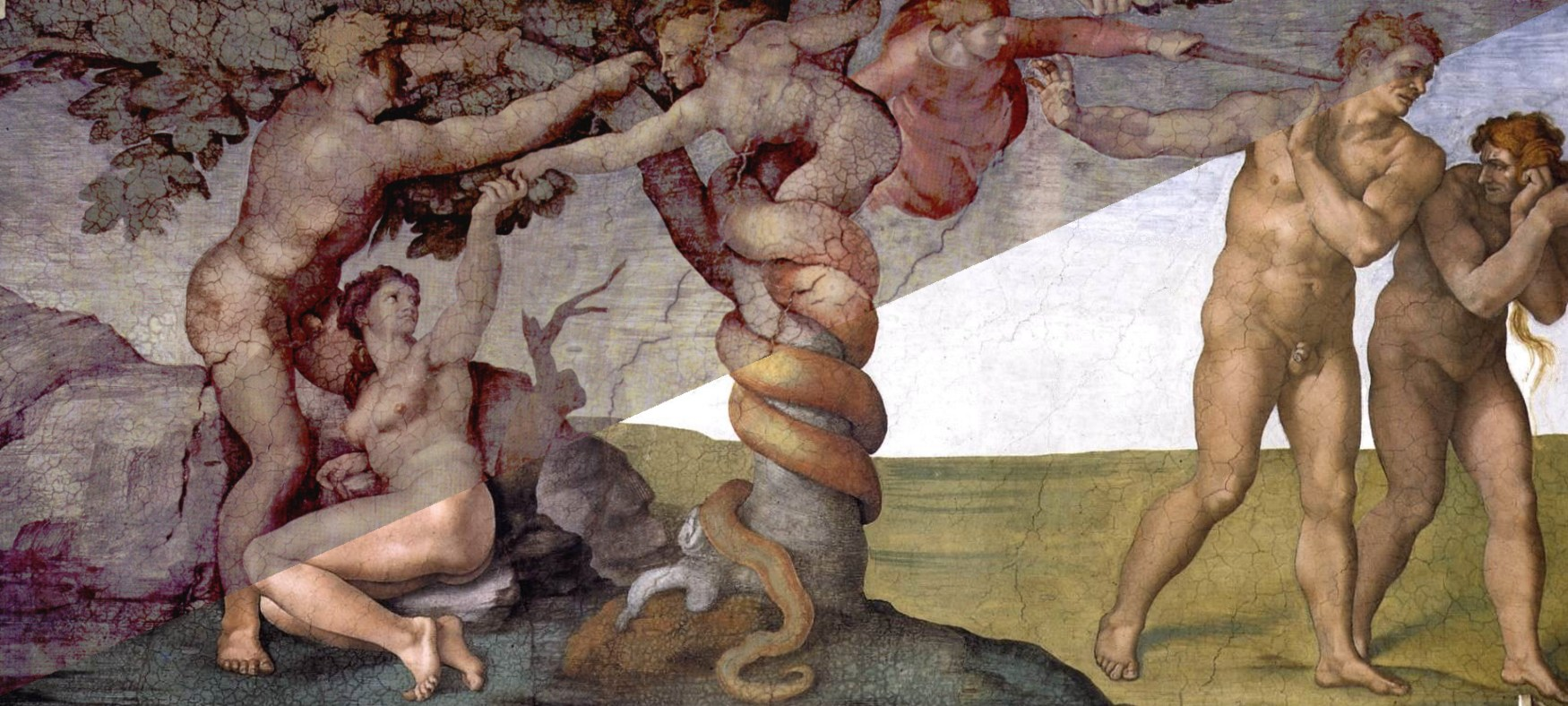
Порівняння фрески до і після реставрації
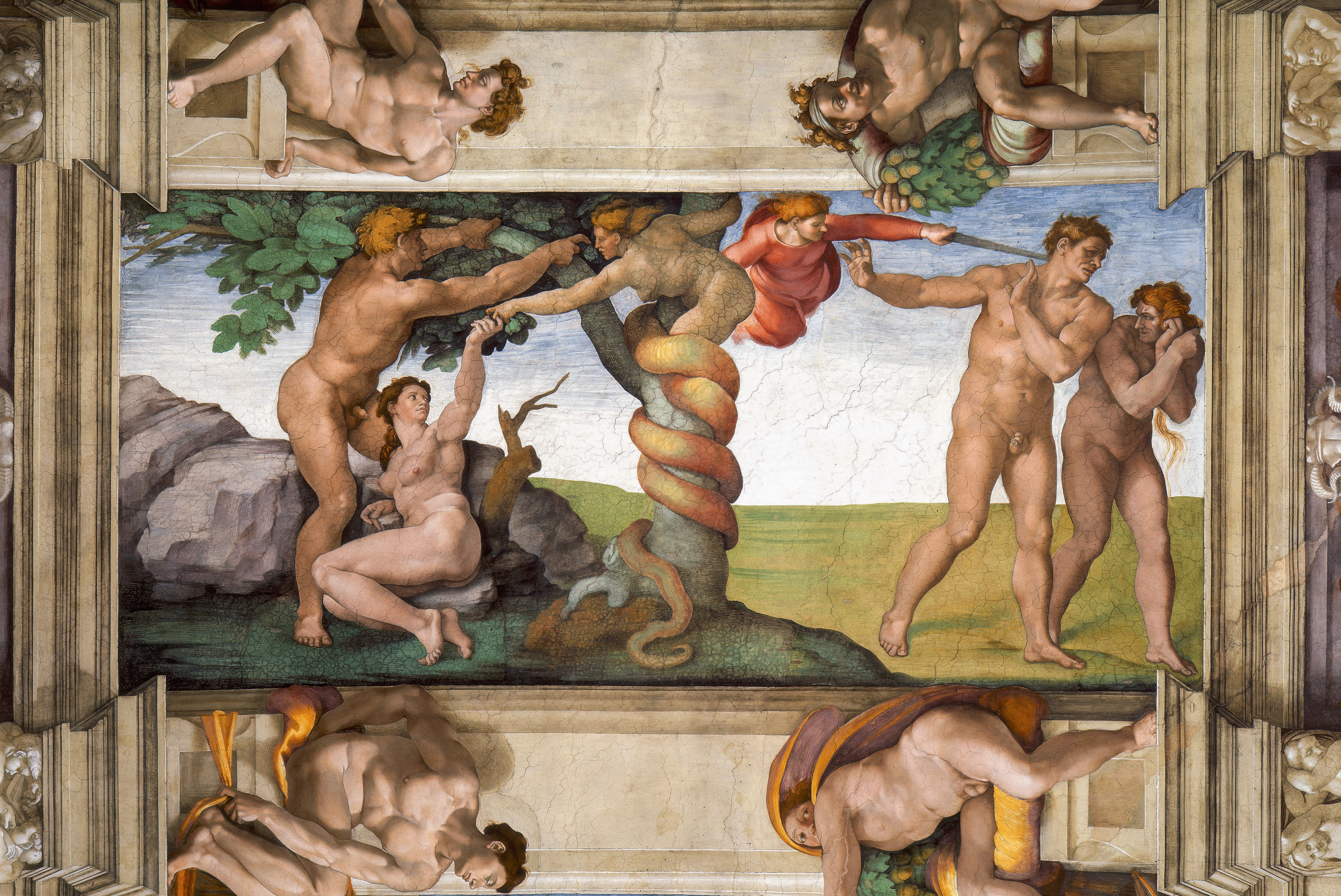
Загальний вид сцени на стелі
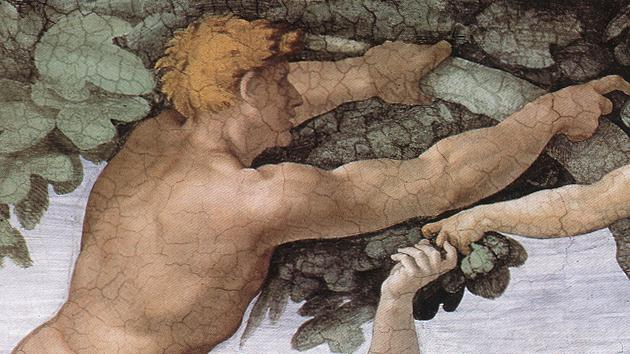
Адам (деталь)
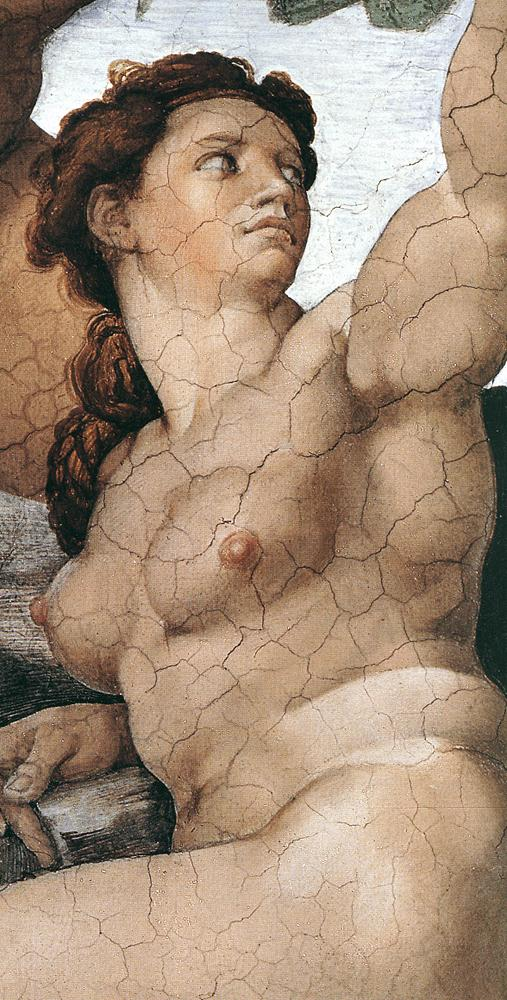
Єва (деталь)

Сцена «Гріхопадіння та вигнання з Раю» розміщена в одному ряду із вигнутими пазухами склепінь навколо вікон, де зображені родичі Христа. Зі сторони Гріхопадіння розташована сцена, де зображений Уззія з маленькою дитиною, а друга маленька дитина намагається поссати груди молодої виснаженої жінки. Сцена зі сторони вигнання — Єзекиїл, молода жінка та маленька дитина, яка виглядає за межі фрески.